# Tyresö Hockey
Tyresö Hockey (Tyresö HK) var en ishockeyklubb i Tyresö, Stockholms län som bildades 1973 ett par år efter att Tyresö Issportförening lagts ner. Föreningen hade sparsamt med framgångar i seriespel, men deltog säsongen 1999/2000 i Division 1. Till säsongen 2012/13 gick föreningen samman med Hanvikens SK till Tyresö Hanviken Hockey.